# Viatxeslav Kuznetsov
Viatxeslav Guennàdievitx Kuznetsov (en rus Вячеслав Геннадьевич Кузнецов) (Togliatti, 24 de juny de 1989) és un ciclista rus, professional des del 2010 i actualment membre del Team Katusha Alpecin.

## Palmarès
- 2010
  - 1r a la Côte picarde
- 2011
  -  Campió de Rússia sub-23 en ruta
- 2012
  - 1r a la Roue tourangelle
  - Vencedor d'una etapa a la Ronda de l'Oise
  - Vencedor d'una etapa a la Volta a Bulgària

### Resultats al Giro d'Itàlia
- 2016. 123è de la classificació general
- 2017. 132è de la classificació general
- 2018. 105è de la classificació general
- 2019. Abandona (17a etapa)

### Resultats a la Volta a Espanya
- 2019. 138è de la classificació general